# Kanton Saint-Symphorien-de-Lay
Der Kanton Saint-Symphorien-de-Lay war bis 2015 ein französischer Wahlkreis im Arrondissement Roanne, im Département Loire und in der früheren Region Rhône-Alpes. Er umfasste die Wahlberechtigten aus 16 Gemeinden, Hauptort war Saint-Symphorien-de-Lay. Vertreter im conseil général des Départements war zuletzt Michel Chartier.

## Gemeinden
| Gemeinde                | Einwohner Jahr | Fläche km² | Bevölkerungsdichte | Code INSEE | Postleitzahl |
| ----------------------- | -------------- | ---------- | ------------------ | ---------- | ------------ |
| Chirassimont            | 387 (2013)     | –          | – Einw./km²        | 42063      | 42114        |
| Cordelle                | 901 (2013)     | –          | – Einw./km²        | 42070      | 42123        |
| Croizet-sur-Gand        | 316 (2013)     | –          | – Einw./km²        | 42077      | 42540        |
| Fourneaux               | 618 (2013)     | –          | – Einw./km²        | 42098      | 42470        |
| Lay                     | 722 (2013)     | –          | – Einw./km²        | 42118      | 42470        |
| Machézal                | 409 (2013)     | –          | – Einw./km²        | 42128      | 42114        |
| Neaux                   | 503 (2013)     | –          | – Einw./km²        | 42153      | 42470        |
| Neulise                 | 1294 (2013)    | –          | – Einw./km²        | 42156      | 42590        |
| Pradines                | 763 (2013)     | –          | – Einw./km²        | 42178      | 42630        |
| Régny                   | 1572 (2013)    | –          | – Einw./km²        | 42181      | 42630        |
| Saint-Cyr-de-Favières   | 815 (2013)     | –          | – Einw./km²        | 42212      | 42123        |
| Saint-Just-la-Pendue    | 1651 (2013)    | –          | – Einw./km²        | 42249      | 42540        |
| Saint-Priest-la-Roche   | 338 (2013)     | –          | – Einw./km²        | 42277      | 42590        |
| Saint-Symphorien-de-Lay | 1901 (2013)    | –          | – Einw./km²        | 42289      | 42470        |
| Saint-Victor-sur-Rhins  | 1166 (2013)    | –          | – Einw./km²        | 42293      | 42630        |
| Vendranges              | 348 (2013)     | –          | – Einw./km²        | 42325      | 42590        |